# João Fenerich
João Francisco Dell'Amore Fenerich (São Paulo, 19 de setembro de 1989), mais conhecido como João Fenerich, é um ator e fotógrafo brasileiro.

## Biografia
Começou seus estudos em Administração e Marketing pela ESPM-SP, e em Artes Cênicas na Oficina de Atores Nilton Travesso em São Paulo. Deu início na carreira de ator com duas montagens da Oficina dos Menestréis, grupo formado e dirigido por Oswaldo Montenegro, além de algumas montagens paralelas, com direções de Marcelo Galdino, Aline Ferraz, Pedro Cameron, entre outros. Com o tempo dividido entre estudos e publicidades, realizou algumas importantes oficinas com grandes nomes da cena teatral mundial que foram embasando a sua formação como ator, tais como Théâtre du Soleil, de Ariane Mnouchkine; Ana Kfouri, Sérgio Penna, Fátima Toledo, Ana Paula Dias (Método Sanford Meisner), Fernando Vieira, Patricia Vilela (Escola de Atores Wolf Maya), Paulo Lins, Luciano Sabino, Andrea Cavalcanti, etc. 
Em 2016 deu vida à Marcelo, em "O Encontro das Águas", de Sérgio Roveri, dirigida pelo ator e diretor estreante Leonardo Miggiorin, com estreia nacional no Fringe (Festival de Teatro de Curitiba), sendo sucesso de críticas. Em 2017, se mudou para Nova Iorque,  Estados Unidos, para aprimorar seus estudos na técnica de Sanford Meisner, fazendo um curso na Studio4 NYC, escola de atuação do ator James Franco. Ainda nesse ano, na televisão, participou da novela A Lei do Amor, da Rede Globo, como "Fábio", par romântico de Alice Wegmann na trama dirigida por Denise Saraceni e viveu "Ed", no longa-metragem "Todos Nós 5 Milhões", de Alexandre Mortágua. Em 2018 realizou um curso de interpretação de texto e técnicas vocais com a italiana Francesca Della Monica. Atualmente, trabalha na produção do espetáculo "A Noite do Aquário" de Sérgio Roveri.

## Carreira

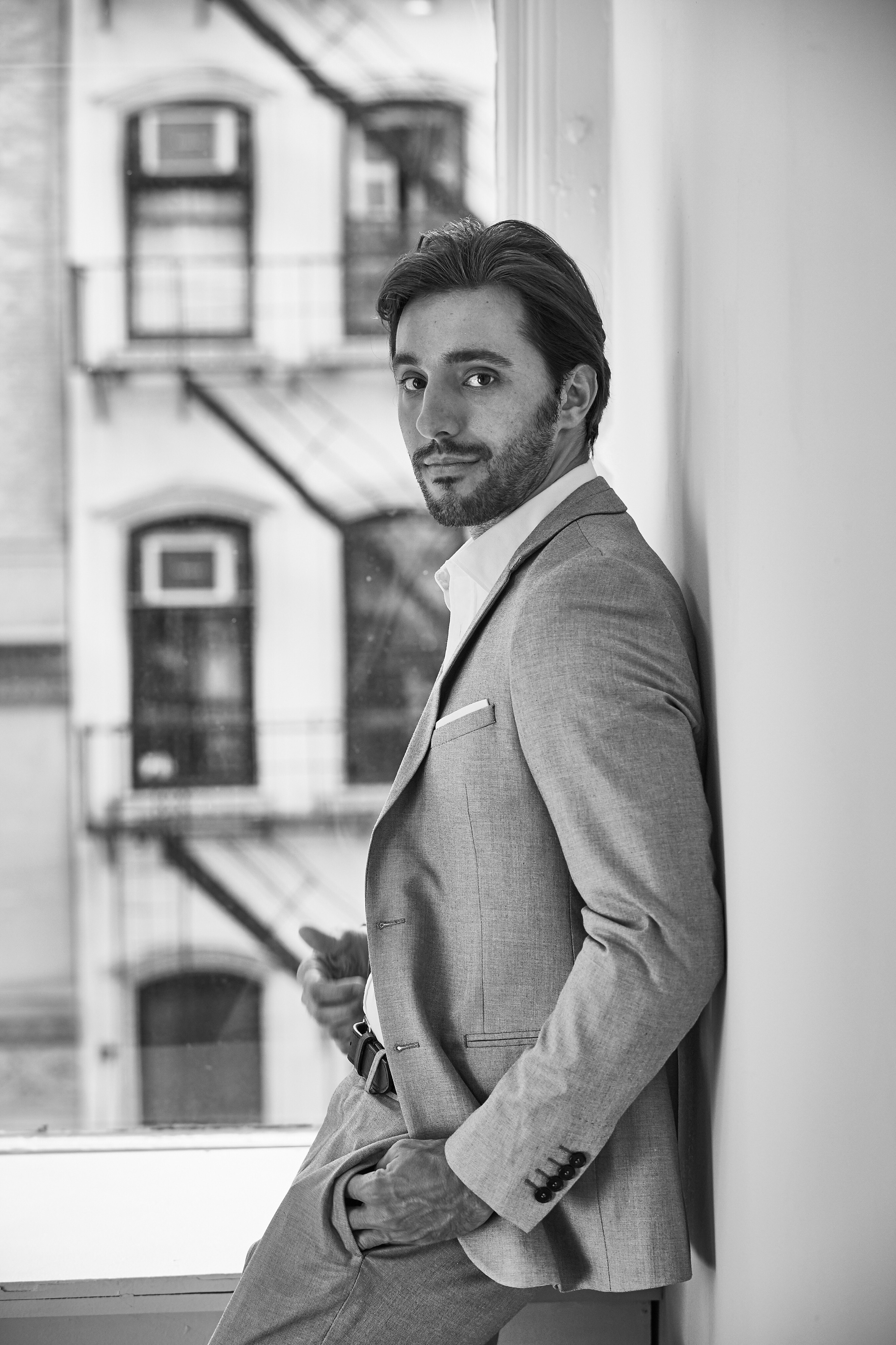
foto: Gabriel Montagnani (NY)

### Teatro[2]
| Ano  | Título                  | Direção            | Autor            | Notas             |
| ---- | ----------------------- | ------------------ | ---------------- | ----------------- |
| 2013 | Karioka                 | Oswaldo Montenegro | Tchello Palma    | O. dos Menestréis |
| 2013 | XV                      | Oswaldo Montenegro | Candé Brandão    | O. dos Menestréis |
| 2014 | Brutal                  | Marcelo Galdino    | Mário Bortolotto |                   |
| 2014 | A Casa Fechada          | Aline Ferraz       | Roberto Gomes    |                   |
| 2015 | Simplesmente Cinderella | Eduardo Martini    | Regiana Antonini |                   |
| 2016 | O Encontro das Águas    | Leonardo Miggiorin | Sérgio Roveri    |                   |
| 2017 | The Quadrangle          | Michael Warner     | Jon Jory         | Nova Iorque       |
| 2022 | A Noite do Aquário      |                    | Sérgio Roveri    | em produção       |

### Cinema[2]
| Ano  | Título              | Direção               | Personagem | Notas          |
| ---- | ------------------- | --------------------- | ---------- | -------------- |
| 2014 | Corte Seco          | Mabel Fares           | Eduardo    | Curta-Metragem |
| 2014 | Racismo             | Bruno Zanetti         | Roberto    | Curta-Metragem |
| 2014 | Sexismo             | Bruno Zanetti         | Fernando   | Curta-Metragem |
| 2017 | Interruptions       | David Kennedy Polanco | Orlando    | Longa-Metragem |
| 2017 | Todos Nós 5 Milhões | Alexandre Mortágua    | Ed         | Longa-Metragem |

### Televisão[2]
| Ano       | Título                      | Direção             | Personagem            | Emissora   | Nota         |
| --------- | --------------------------- | ------------------- | --------------------- | ---------- | ------------ |
| 2017      | TerraDois                   | Mika Lins           | Garçom                | TV Cultura | Participação |
| 2017      | Chamado Central             | Daniel Nascimento   | Zen                   | Multishow  | Participação |
| 2017      | A Lei do Amor               | Denise Saraceni     | Fábio                 | TV Globo   | Participação |
| 2018      | Jesus                       | Edgard Miranda      | Abiel                 | RecordTV   | Participação |
| 2019      | Sob Pressão (3.ª temporada) | Andrucha Waddington | Garoto                | TV Globo   | Participação |
| 2021      | Quanto Mais Vida, Melhor!   | Allan Fiterman      | Dr. Soares            | TV Globo   | Elenco Fixo  |
| 2023      | Betinho - No Fio da Navalha | Lipe Binder         | Cláudio Mesquita      | Globoplay  | Participação |
| 2023-2024 | Reis                        | Juan Pablo Pires    | Adonirão              | Record TV  | Elenco fixo  |
| 2025      | Paulo, O Apóstolo           | Leonardo Miranda    | Filipe, o Evangelista | Record TV  | Elenco fixo  |

### Clipes
| Ano  | Título    | Artista              | Direção          | Notas |
| ---- | --------- | -------------------- | ---------------- | ----- |
| 2014 | Lobos     | Conrado & Aleksandro | Douglas Aguillar |       |
| 2017 | Caçadora  | Lucy Alves           | Felipe Sassi     |       |
| 2017 | So Simple | Scorsi               | Bruno Zanetti    |       |